# Bromont-Lamothe
Bromont-Lamothe ist eine französische Gemeinde mit 1.016 Einwohnern (Stand: 1. Januar 2022) im Département Puy-de-Dôme in der Region Auvergne-Rhône-Alpes. Sie gehört zum Arrondissement Riom und zum Kanton Saint-Ours (bis 2015: Kanton Pontgibaud). Die Einwohner werden Bromounaires genannt.

## Geographie
Bromont-Lamothe liegt etwa 21 Kilometer westnordwestlich von Clermont-Ferrand an der Sioule. Umgeben wird Bromont-Lamothe von den Nachbargemeinden Montfermy im Norden, Chapdes-Beaufort im Nordosten, Saint-Ours und Pontgibaud im Osten, Saint-Pierre-le-Chastel im Süden und Südosten, Gelles im Süden, Cisternes-la-Forêt im Südwesten sowie La Goutelle im Westen.
Durch die Gemeinde führt die Autoroute A89.

## Bevölkerungsentwicklung
| Jahr                       | 1962 | 1968 | 1975 | 1982 | 1990 | 1999 | 2008 | 2013 |
| Einwohner                  | 805  | 721  | 731  | 736  | 779  | 766  | 943  | 984  |
| Quellen: Cassini und INSEE |      |      |      |      |      |      |      |      |

## Sehenswürdigkeiten
- Kirche Saint-Martin
- Brücke über die Sioule

## Persönlichkeiten
- Robert Bresson (1901–1999), Regisseur

## Gemeindepartnerschaft
Mit der italienischen Gemeinde Moggio Udinese in der Provinz Udine (Friaul-Julisch-Venetien) besteht eine Partnerschaft.